# 必可林公司
必可林公司（英語：Bisconni）是一家於2002年在巴基斯坦成立的公司，主要從事生產巧克力。